# Губерт Клаузнер
Губерт Клаузнер (нім. Hubert Klausner; 1 листопада 1892, Райбль — 12 лютого 1939, Відень) — австрійський офіцер і політик, оберлейтенант австро-угорської армії, оберстлейтенант австрійської армії (1 липня 1930), бригадефюрер СС (11 вересня 1938). 

## Біографія
У 1910 році вступив на військову службу. Учасник Першої світової війни. Після війни продовжив службу в австрійській армії. У 1922 році вступив в австрійську нацистську партію. У 1927 вийшов з НСДАП. У 1930 році обраний до складу Об'єднаної ради Австрії. 14 лютого 1932 року знову вступив в НСДАП (партквиток № 440 737). З січня 1933 року — заступник гауляйтера Каринтії. 3 березня 1936 року після заборони нацистської партії в Австрії заарештований і ув'язнений в тюрмі. 24 липня 1936 року звільнений. 12 березня 1938 року вступив в СС. З березня 1938 року — земельний керівник НСДАП. Один з керівників нацистського руху в Австрії і головних діячів аншлюсу. З 13 березня 1938 року — міністр в уряді Артура Зейсс-Інкварта. З 22 травня 1938 року — гауляйтер Каринтії і одночасно заступник імперського комісара Йозефа Бюркеля. Помер від апоплексичного удару. На похороні Клаузнера з промовою виступив Адольф Гітлер.

## Нагороди
- Хрест «За військові заслуги» (Австро-Угорщина) 3-го класу з військовою відзнакою і мечами[1]
- Військовий Хрест Карла
- Почесний знак Австрійського Червоного Хреста з мечами[1]
- Нагрудний знак «За поранення» в чорному[1]
- Загальний і особливий хрест «За відвагу» (Каринтія)[1]
- Пам'ятна військова медаль (Австрія) з мечами
- Почесна шпага рейхсфюрера СС[1]
- Почесний хрест ветерана війни з мечами
- Медаль «У пам'ять 13 березня 1938 року»
- Золотий партійний знак НСДАП (30 січня 1939)[1]